# President de Benín
El president és el cap d'estat i cap de govern de Benín. Aquesta és la llista dels presidents de Benín des de 1960.

## Presidents de Benín
| Nom                                                      | Començament del mandat | Fi del mandat          |
| -------------------------------------------------------- | ---------------------- | ---------------------- |
| Coutoucou Hubert Maga                                    | 1 d'agost de 1960      | 27 d'octubre de 1963   |
| Christophe Soglo (Cap del Govern Provisional)            | 27 d'octubre de 1963   | 25 de gener de 1964    |
| Sourou-Migan Apithy                                      | 25 de gener de 1964    | 27 de novembre de 1965 |
| Justin Ahomadégbé-Tomêtin (provisional)                  | 27 de novembre         | 29 de novembre de 1965 |
| Tahirou Congacou (provisional)                           | 29 de novembre         | 22 de desembre de 1965 |
| Christophe Soglo                                         | 22 de desembre de 1965 | 19 de desembre de 1967 |
| Jean-Baptiste Hachème (Cap del Comitè Revolucionari)     | 19 de desembre         | 20 de desembre de 1967 |
| Iropa Maurice Kouandété (cap d'Estat)                    | 20 de desembre         | 21 de desembre de 1967 |
| Alphonse Amadou Alley (cap d'Estat)                      | 21 de desembre de 1967 | 17 de juliol de 1968   |
| Paul-Émile de Souza (cap del directori)                  | 13 de desembre de 1969 | 7 de maig de 1970      |
| Coutoucou Hubert Maga (Cap del Consell Presidencial)     | 7 de maig de 1970      | 7 de maig de 1972      |
| Justin Ahomadégbé-Tomêtin (Cap del Consell Presidencial) | 7 de maig de 1972      | 26 d'octubre de 1972   |
| Mathieu Kérékou                                          | 26 d'octubre de 1972   | 4 d'abril de 1991      |
| Nicéphore Soglo                                          | 4 d'abril de 1991      | 4 d'abril de 1996      |
| Mathieu Kérékou                                          | 4 d'abril de 1996      | 6 d'abril de 2006      |
| Thomas Yayi Boni                                         | 6 d'abril de 2006      | 2016                   |
| Patrice Talon                                            | 2016                   | actualitat             |